# 11 razones Tour
L'11 razones tour è il secondo tour musicale della cantante spagnola Aitana, a supporto del suo secondo album in studio 11 razones (2020).

## Scaletta
1. 11 razones
2. Cuando te fuiste
3. Mejor que tú
4. Corazón sin vida
5. Teléfono
6. Si no vas a volver
7. Ni una más
8. Mándame un audio (Remix)
9. Enemigos
10. Presiento / "Más de lo que aposté
11. Con la miel en los labios
12. Hold / Smells Like Teen Spirit (cover dei Nirvana)
13. Resilient (Remix)
14. Si tú la quieres
15. No te has ido y ya te extraño
16. Me quedo
17. Tu foto del DNI
18. Vas a quedarte

## Date del tour
| Data              | Città                  | Stato     | Luogo                                        |        |        |
| Spagna            | Spagna                 | Spagna    | Spagna                                       | Spagna | Spagna |
| ----------------- | ---------------------- | --------- | -------------------------------------------- | ------ | ------ |
| 1º luglio 2021    | Barcellona             | Spagna    | Palau Reial de Pedralbes                     |        |        |
| 9 luglio 2021     | Valencia               | Spagna    | Estadi Ciutat de València                    |        |        |
| 10 luglio 2021    | Benicàssim             | Spagna    | Recinto Ferial                               |        |        |
| 16 luglio 2021    | Almería                | Spagna    | Plaza de Toros                               |        |        |
| 17 luglio 2021    | Huelva                 | Spagna    | Foro Iberoamericano                          |        |        |
| 22 luglio 2021    | Marbella               | Spagna    | Cantera de Nagüeles                          |        |        |
| 23 luglio 2021    | Alicante               | Spagna    | Plaza de Toros                               |        |        |
| 29 luglio 2021    | Calvià                 | Spagna    | Antiguo Aquapark                             |        |        |
| 1º agosto 2021    | Algeciras              | Spagna    | Plaza de Toros                               |        |        |
| 7 agosto 2021     | Roses                  | Spagna    | Ciutadella de Roses                          |        |        |
| 8 agosto 2021     | Calella de Palafrugell | Spagna    | Jardins del Cap Roig                         |        |        |
| 13 agosto 2021    | Alp                    | Spagna    | Aeròdrom de la Cerdanya                      |        |        |
| 15 agosto 2021    | Cuenca                 | Spagna    | Estadio Fuensanta                            |        |        |
| 17 agosto 2021    | Cadice                 | Spagna    | Plaza de Toros                               |        |        |
| 20 agosto 2021    | Avilés                 | Spagna    | Centro Cultural Internacional Oscar Niemeyer |        |        |
| 24 agosto 2021    | Marbella               | Spagna    | Cantera de Nagüeles                          |        |        |
| 27 agosto 2021    | Úbeda                  | Spagna    | Recinto Ferial                               |        |        |
| 28 agosto 2021    | Murcia                 | Spagna    | Plaza de Toros                               |        |        |
| 24 settembre 2021 | Mairena del Aljarafe   | Spagna    | Recinto Hípico                               |        |        |
| 9 ottobre 2021    | Granada                | Spagna    | Palacio de los Deportes                      |        |        |
| 15 ottobre 2021   | San Sebastián          | Spagna    | Velódromo de Anoeta                          |        |        |
| 16 ottobre 2021   | Bilbao                 | Spagna    | Bilbao Arena                                 |        |        |
| 23 ottobre 2021   | La Coruña              | Spagna    | Coliseum da Coruña                           |        |        |
| 30 ottobre 2021   | Logroño                | Spagna    | Plaza de Toros de La Ribera                  |        |        |
| 6 novembre 2021   | Santander              | Spagna    | Palacio de Deportes de Santander             |        |        |
| 13 novembre 2021  | Vitoria-Gasteiz        | Spagna    | Fernando Buesa Arena                         |        |        |
| 20 novembre 2021  | Salamanca              | Spagna    | Pabellón Sánchez Paraíso                     |        |        |
| 26 novembre 2021  | Saragozza              | Spagna    | Pabellón Príncipe Felipe                     |        |        |
| 27 novembre 2021  | Pamplona               | Spagna    | Navarra Arena                                |        |        |
| 4 dicembre 2021   | Barcelona              | Spagna    | Palau Sant Jordi                             |        |        |
| 7 dicembre 2021   | Madrid                 | Spagna    | WiZink Center                                |        |        |
| 3 settembre 2022  | Barcellona             | Spagna    | Palau Sant Jordi                             |        |        |
| 8 settembre 2022  | Valencia               | Spagna    | Plaza de Toros                               |        |        |
| 10 settembre 2022 | Barakaldo              | Spagna    | Bizkaia Arena                                |        |        |
| 15 settembre 2022 | Siviglia               | Spagna    | Estadio de la Cartuja                        |        |        |
| 16 settembre 2022 | Fuengirola             | Spagna    | Marenostrum                                  |        |        |
| 18 settembre 2022 | Madrid                 | Spagna    | WiZink Center                                |        |        |
| 22 settembre 2022 | Madrid                 | Spagna    | WiZink Center                                |        |        |
| America Latina    |                        |           |                                              |        |        |
| 11 ottobre 2022   | Guadalajara            | Messico   | Teatro Diana                                 |        |        |
| 14 ottobre 2022   | Città del Messico      | Messico   | Teatro Metropólitan                          |        |        |
| 16 ottobre 2022   | Santiago del Cile      | Cile      | Teatro Caupolicán                            |        |        |
| 19 novembre 2022  | Buenos Aires           | Argentina | Teatro Gran Rex                              |        |        |
| 20 novembre 2022  | Buenos Aires           | Argentina | Teatro Gran Rex                              |        |        |
| 22 novembre 2022  | Córdoba                | Argentina | Espacio Quality                              |        |        |
| 26 novembre 2022  | Montevideo             | Uruguay   | Palacio Peñarol                              |        |        |
| Europa            |                        |           |                                              |        |        |
| 20 dicembre 2022  | Madrid                 | Spagna    | Wizink Center                                |        |        |